# Ким Сохён
Ким Сохён (род. 4 июня 1999 года) — корейская актриса и модель.

## Биография
Родилась 4 июня 1999 года в Австралии. В 2003 году её семья переехала в Республику Корея.
Мать Ли Мари — актриса театра, отец Ким Умин — бизнесмен. Актёрскую карьеру начала в возрасте 7 лет. Наибольшую известность приобрела благодаря историческому телесериалу «Солнце в объятиях луны» и сериалу «Я скучаю по тебе».

## Дорамы
1. Река, где восходит Луна. (KBS2, 2021)
2. Сказка о Нок Ду (2019)
3. Любовный сигнал (Netflix, 2019—2021)
4. Радио Романтика (KBS, 2018)
5. Пока ты спишь (SBS, 2017)
6. Правитель: Хозяин маски (MBC, 2017)[3]
7. Гоблин / Токкэби (tvN, 2016—2017)
8. Let’s Fight Ghost / Давай сразимся, призрак! (tvN, 2016)
9. Nightmare Teacher / Кошмарный учитель[кор.] (Naver TV Cast, 2016). Сюжет: в обычной школе происходят таинственные происшествия. Главная героиня Йерим (Ким Сохён) решительно настроена разгадать причины мистических событий[4].
10. Листмейстер | Page Turner (KBS2, 2016)
11. Who Are You — School 2015 / Кто ты - Школа 2015[англ.] (KBS2, 2015)
12. The Girl Who Can See Smells / Девушка, которая видит запахи (SBS, 2015)
13. Cry differently (KBS2, 2014)

- Reset / Перезагрузка (OCN, 2014)
- Triangle / Треугольник (MBC, 2014)
- The Suspicious Housekeeper / Странная экономка (SBS, 2013)
- I Hear Your Voice / Я слышу твой голос (SBS, 2013)
- Birth Secret / Тайна рождения (SBS, 2013)
- IRIS 2 / Айрис 2 (KBS2, 2013)
- I Miss You / Я скучаю по тебе (MBC, 2012)
- Reckless Family (MBC Every1, 2012)
- Ma Boy / Мой мальчик (Tooniverse, 2012)
- Love Again / Снова любовь (JTBC, 2012)
- Rooftop Prince / Принц с чердака (SBS, 2012)
- The Moon That Embraces the Sun / Солнце в объятиях луны (MBC, 2012)
- Padam Padam / Падам-падам… Стук их сердец (JTBC, 2011—2012)
- If Tomorrow Comes / Если наступит завтра (SBS, 2011—2012)
- The Thorn Birds / Поющие в терновнике (KBS2, 2011)
- The Duo / Дуэт (MBC, 2011)
- King of Baking, Kim Tak Goo / Король выпечки, Ким Так Гу (KBS2, 2010)
- Birth Of A Rich Man / Рождение богача (KBS2, 2010)
- Loving You a Thousand Times / Вечная любовь (SBS, 2009—2010)
- Children of Heaven (SBS, 2009)
- Ja Myung Go / Принцесса Чжа Мёнго (SBS, 2009)
- Wife and Woman (KBS2, 2009)
- Hometown Legends / Легенды родного города (KBS2, 2008)

## Фильмы
- Princess Deokhye / Принцесса Токхе (2016) о последней принцессе Корейской Империи.
- Чистая любовь[англ.](2016)
- Killer Toon / Комикс Убийцы (2013)
- I Am a King / Я король (2012)
- Sin of a Family / Семейное проклятье (2011)
- Man of Vendetta / Сломленный (2010)
- Spy Papa (2009)
- My Name is Pity (2008)